# Anopheles brumpti
Anopheles brumpti este o specie de țânțari din genul Anopheles, descrisă de Hamon și Rickenbach în anul 1955. Conform Catalogue of Life specia Anopheles brumpti nu are subspecii cunoscute.